# Grabarska
Grabarska – wieś w Chorwacji, w żupanii karlowackiej, w gminie Cetingrad. W 2011 roku liczyła 146 mieszkańców.